# António Sousa
António Augusto Gomes de Sousa (* 28. dubna 1957, São João da Madeira) je bývalý portugalský fotbalista. Hrával především na pozici záložníka. S portugalskou reprezentací získal bronzovou medaili na mistrovství Evropy v roce 1984, odehrál všechna čtyři portugalská utkání na turnaji, v zápase ve skupině proti Španělsku dal gól. Zúčastnil se též mistrovství světa v roce 1986, odehrál všechna tři portugalská utkání. Za národní tým hrál v letech 1981–1989 a odehrál za něj 27 utkání, v nichž vstřelil 1 branku. Na klubové úrovni hrál za AD Sanjoanense (1973–1975, 1995–1996), SC Beira-Mar (1975–1979, 1989–1993), FC Porto (1979–1984, 1986–1989), Sporting Lisabon (1984–1986), Gil Vicente (1993–1994) a AD Ovarense (1994–1995). S Portem vyhrál Pohár mistrů 1986–87, Superpohár UEFA 1987 a Interkontinentální pohár 1987. Jednou se s ním stal mistrem Portugalska (1987–88), dvakrát získal portugalský pohár (1983–84, 1987–88). Po skončení hráčské kariéry se stal trenérem, klub SC Beira-Mar přivedl k zisku portugalského poháru (1998–99).